# Ulemozaur

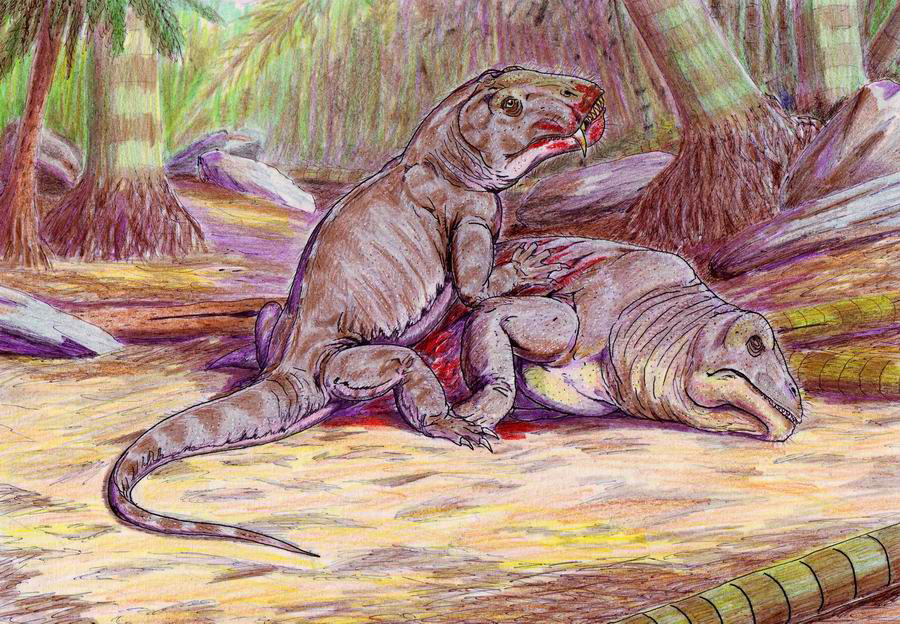
Szczątki ulemozaura pożerane przez tytanofona

Ulemozaur (Ulemosaurus) – rodzaj terapsyda z podrzędu dinocefali, którego szczątki odkryto na terenie rosyjskiego Tatarstanu. Żył pod koniec permu, około 260 milionów lat temu. Materiał kopalny obejmował 3 czaszki oraz elementy szkieletu pozaczaszkowego.
Ulemozaur był zwierzęciem wielkości byka. Jego czaszka była dość szeroka. Rejon zaoczodołowy odznaczał się jej dużą wysokością. Otwory skroniowe były względnie duże. W okolicy czoła znajdowało się mierzące około 10 cm zgrubienie (było ono charakterystyczne dla przedstawicieli rodziny Tapinocephalidae). Miał duże siekacze i średniej wielkości kły. Przednie zęby zakłowe były większe od tylnych.
Powszechnie uważa się, że ulemozaur był roślinożercą. Jednak niektórzy badacze uważają, że był drapieżnikiem, używającym mocnych szczęk i dużych przednich zębów do odcinania mięsa. Pomimo to, zęby ulemozaura wydają się raczej przystosowane do zbierania (niekoniecznie żucia) materiału roślinnego, który następnie był trawiony w przewodzie pokarmowym zwierzęcia.

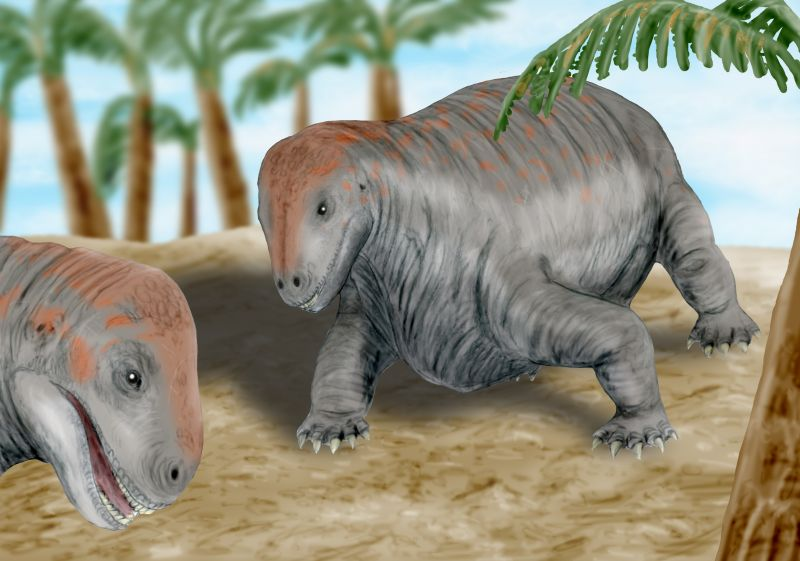

Ulemozaur bardzo przypominał moschopsa, był jednak od niego geologicznie nieznacznie starszy. W związku z tym przypuszcza się, że mógł stanowić dla niego formę wyjściową, bądź być jego bliskim krewnym.
Ulemozaury mogły stanowić łup innych dinocefali, takich jak tytanofon.